# Брунсвик, Тереза
Тереза фон Брунсвик де Коромпа (нем. Therese von Brunsvik de Korompa, венг. Brunszvik Teréz; 27 июля 1775, Прессбург — 23 сентября 1861, Пешт) — австрийская и венгерская воспитательница, педагог, одна из близких друзей Людвига ван Бетховена, основательница ряда детских садов в Венгрии. Представительница венгерского дворянства, сестра Жозефины, Шарлотты и Франца Брунсвиков. Также известна как защитница венгерского языка и культуры в Австрийской империи.

## Биография

### Ранние годы
Терезия Жозефа Анна Йоханна Алоизия Брунсвик (такое имя она получила при крещении) родилась 27 июля 1775 года в Прессбурге (ныне Братислава, Словакия). Старшая из четырёх детей графа Антона Брунсвика де Коромпа и его жены баронессы Елизаветы Ванкель фон Зееберг, фрейлины императрицы Марии Терезии. Дети росли вместе до тех пор, пока в 1793 году не умер отец, оставив достаточно средств семье на дальнейшее существование. Зиму семья проводила в большом поместье в Кёнигсберге-ин-Офене, где дети обучались. Летом сёстрам дозволяли гулять в богатой усадьбе Мартонвашар, где они занимались чтением, музыкой, верховой ездой или попросту плавали на лодке по озеру. Тереза была музыкально одарённым ребёнком: уже в возрасте шести лет она посещала концерты в замке и слушала выступления Антонио Розетти. У девочки был прекрасный контральто: она часто пела песни на концертах и вечерах в родительском поместье, а также прекрасно играла на фортепиано, поскольку брала уроки у композитора Людвига ван Бетховена. Также Тереза получила достойное образование: помимо немецкого, она свободно говорила и писала на английском, французском и итальянском, хорошо рисовала. Однако свою жизнь она посвятила воспитанию детей.

### Педагогическая деятельность
1 июня 1828 года в городе Буда был основан первый детский сад (по примеру Роберта Оуэна в Нью-Ланарке 12 годами ранее) под названием «Ангельский сад» (венг. Angyalkert, нем. Engelsgarten), руководителем которого и стала сама графиня Брунсвик. Открытие детского сада не на шутку обеспокоило австрийские власти: некоторые чиновники решили, что в садах собираются воспитывать венгерских детей «по-особому» и готовить потенциальных революционеров — маленьких «карбонари». Несмотря на постоянное давление властей, Брунсвик не прекращала свою педагогическую деятельность, открывая детские сады по всей стране. Графиня провела много лет за рубежом, посетив Баварию и Италию, а также крупные города — Дрезден, Женева, Париж и т. д. В Мюнхене и Аугсбурге дворяне вместе с Брунсвик занимались созданием и развитием детских дошкольных учреждений, которые и стали позднее известны как детские сады. В 1834 году по настоянию Брунсвик была образована Женская ассоциация детских образовательных учреждений, взявшая на себя расходы на строительство и содержание двух новых детских садов. О деятельности графини Брунсвик хорошо известно в Женеве: так, много времени с ней провёл педагог Иоганн Песталоцци в Ивердоне и позднее писал:

Итак, снова оказалось шестинедельное пребывание в Ивердоне цепью неизбежной судьбы, что предопределила наше соединение душ. Так должен был я познать, что моему разуму нужно: впечатлять людей.
Оригинальный текст (нем.)So war der sechswöchentliche Aufenthalt in Yverdon abermals eine Kette unausweichlichen Geschickes, das der Lenker der Seelen uns vorbestimmt hatte. Dort lernte ich kennen, was mein Geist bedurfte: Wirkung auf das Volk.

Эта встреча предопределила будущее Брунсвик: она стала пионером образования для детей дошкольного возраста и женщин Венгрии. Тереза Брунсвик основала 11 детских садов, профессиональное училище, высшее учебное заведение для девочек (помощь оказала графиня Бланка фон Телеки, племянница Брунсвик) и школа ведения домашнего хозяйства. В 1836 году был также образован клуб для образования детских садов. До конца жизни Брунсвик своими стараниями сумела довести число детских садов и яслей (в том числе и для детей-сирот) до 80. Она призывала правительство оказать помощь в подготовке воспитателей детских садов, написала несколько книг о важности образования детей младшего возраста. С 1837 года в Венгрии существовал центр по подготовке воспитателей в детских садах: с 1 сентября 1959 года документ, вручавшийся выпускникам центра, стал приравнен к диплому о педагогическом образовании.
С 1848 года Тереза Брунсвик, которая воспитывала четверых детей своей сестры Жозефины, также стала выступать за защиту прав венгерского меньшинства и защиту от австрийского притеснения. Благодаря стараниям графини для детей стали создаваться специальные школы, где велось обучение на венгерском языке, преподавалось венгерское искусство, дети воспитывались в венгерской культуре. По мнению некоторых людей, именно благодаря Брунсвик в стране появилось новое поколение венгерских патриотов.
Тереза Брунсвик скончалась 23 сентября 1861 года в Пеште. Замуж она так и не вышла — считается, что одной из причин стала несчастная любовь к Людвигу ван Бетховену (см. ниже).

### Брунсвик и Бетховен
Впервые Тереза Брунсвик и Людвиг ван Бетховен познакомились в Вене между 1796 и 1799 годами. Тереза стала ученицей Людвига ван Бетховена в игре на фортепиано, в течение 16 дней она брала уроки у Бетховена. Сам композитор был очень доволен своей ученицей, несколько раз он приезжал в поместье Брунсвиков и подружился с братом Терезы Францем. Долгое время Тереза занимала незначительное место в жизни Бетховена, который увлекался сначала её кузиной Джульеттой, а потом и сестрой Жозефиной (есть версия, что он был отцом девочки по имени Минона, которая родилась у Жозефины в 1813 году). Тереза писала в своих дневниках о многочисленных встречах с Бетховеном, а в мае 1806 года якобы стала невестой, получив согласие только от брата Франца. По каким причинам брак так и не был заключён, до сих пор неизвестно — по одной версии, Бетховен сам разорвал союз из-за своего характера и невозможности скрывать правду о встречах; по другой версии, сама семья выступила против.
По распространённой легенде, 27 марта 1827 года на следующий день после смерти Бетховена во время осмотра комнаты композитора в шкафу был найден портрет Терезы Брунсвик и некое письмо с признанием в любви. В письме Бетховен обращался к некоей «бессмертной возлюбленной», и многие исследователи творчества и жизни Бетховена полагают, что возлюбленной была Тереза Брунсвик, но конкретных подтверждений этому нет. Портрет Терезы был подарен Бетховену самой графиней, а на портрете была подпись «Редкостному гению, великому художнику, прекрасному человеку».